# Efekt primarity
Efekt pořadí či efekt primarity neboli efekt prvního dojmu je tendence vnímat dřívější informace (o určitém jevu, situaci či osobě) silněji než informace pozdější a tendence vnímat později získané informace ve světle dříve získaných informací. První dojem je přitom ovlivněn silnějším prožitkem, afektivním postojem, okamžitým soudem založeným na asociačním spojení s povrchními znaky a tendenci zobecňovat, průměrovat a zjednodušovat (stereotypy, předsudky, haló-efekt). Míra chybovosti závisí také na schopnostech pozorovatele i na povaze a osobitosti pozorovaného jevu či osoby.
Projevuje se též ve vnímání druhých lidí. S. E. Asch, který roku 1946 provedl jeden z prvních výzkumů tohoto jevu zjistil, že první informace, kterou o dané osobě dostaneme, může určovat, jak budeme na osobu nahlížet.
Další výzkumy zabývající se touto problematikou provedli například Luchins (1959), Hodges (1974) nebo Pennington (1982).
Hodges (1974) zjistil, že se jen velmi těžko vzdáváme prvních dojmů, zvláště, pokud jde o dojem negativní. U pozitivních dojmů to tak těžké není. Pravděpodobně je to způsobeno kovariací atribucí (při posuzování příčin událostí sledujeme, kdy a jak často k podobným událostem dochází). Negativní dojmy bývají výsledkem sociálně nežádoucích charakteristik. Většina lidí je nemá, chápeme je jako výjimečné, proto jsou pro nás lepším zdrojem „skutečných“ informací o povaze druhých.